# Magali Le Huche
Magali Le Huche est une auteure et illustratrice française, née à Paris en 1979. Elle travaille pour la presse, l'édition jeunesse et crée des bandes dessinées.

## Biographie
Magali Le Huche, après une année à la faculté d’arts plastiques, puis une autre à l’atelier de Sèvres, a ensuite été formée aux Arts Décoratifs de Strasbourg pendant 5 ans. Elle y a notamment suivi l'enseignement de Claude Lapointe. Avec d’autres anciennes élèves de cette école, elle a fondé l’association « Ô Mazette ». Par ce biais, elle organise des expositions et des ateliers pour enfants. Elle vit et travaille actuellement à Paris,,.
En 2004, elle coécrit et coréalise avec Pauline Pinson et Marion Puech le court métrage d'animation Vivre avec même si c'est dur. Il reçoit la Mention Spéciale du Jury au Festival international du court métrage de Clermont-Ferrand en 2006.
Elle obtient le Prix Sorcières 2006 catégorie Album pour Les Sirènes de Belpêchao, qu'elle a écrit et illustré.
En 2017, l'auteure Marie Desplechin scénarise en bande dessinée son roman jeunesse Verte publié en 1996, et les illustrations sont réalisées par Magali Le Huche ; « une adaptation plutôt drôle, assez fidèle au roman même si la structure en est différente, avec un dessin plein de fantaisie aux couleurs très tendres » selon Pascale Joncour dans La Revue des livres pour enfants. Suivront en 2018 les deux opus de la série adaptés : Pome et Mauve.
Sa série d'albums jeunesse Non-Non, l'ornithorynque, est adaptée en 2018 en série d'animation française de 57 épisodes par Mathieu Auvray, diffusée sur la chaîne Piwi+. Puis, en octobre 2018, à partir de cette série animée, sort sur les écrans La Grande Aventure de Non-Non,, un programme de trois courts métrages d’animation, réalisés par le même Mathieu Auvray.
En 2019, elle scénarise et illustre l'ouvrage Roger chéri ; Marine Landrot de Télérama écrit à propos de l'album : « Magali Le Huche charme encore et toujours, par sa tendre impertinence. ». La même année, elle illustre  Trois histoires vraiment bien écrit par Julien Baer. Selon Marine Landrot, dans son avis critique de Télérama : « les trouvailles narratives de Julien Baer sont d’une infinie souplesse, et le dessin fripon de Magali Le Huche leur donne un large quota d’allégresse. »
En 2021, chez Dargaud, elle signe Nowhere girl. Elle y explore ses années d'entrée au collège, où elle a connu à la fois une période de phobie scolaire et, d'une façon qui a pu l'aider à s'en sortir en affirmant sa personnalité, une passion dévorante pour les Beatles. Le titre de la bande dessinée est une allusion à leur chanson Nowhere Man. L'album est « Pépite » 2021 du Salon du livre et de la presse jeunesse, dans la catégorie Bande dessinée.

## Ouvrages
(janvier 2020).
Elle a écrit et participé à plus d'une centaine d'ouvrages,,.

### Auteure du texte et illustratrice
- Paco : j'aime la musique, Gallimard jeunesse musique, 2021
- Nowhere girl, Dargaud, 2021
- Paco et le hip-hop, Gallimard jeunesse musique, 2019
- Jean-Michel et le poussin-sandwich, Actes Sud junior, 2019
- Roger chéri[10], Actes Sud junior, 2019
- Le voyage d'Agathe et son gros sac, Gallimard jeunesse, 2018
- Paco et le disco, Gallimard jeunesse musique, 2018
- Paco et la musique africaine, Gallimard jeunesse musique, 2017
- Le tango d'Antonella, Sarbacane, 2017
- Bertille Bonnepoire a le cafard, Gallimard jeunesse, 2017
- Jean-Michel le caribou dans l'espace, Actes Sud junior, 2017
- Hector et Rosa-Lune (contient 1 CD), Elsa Lepoivre (narratrice), Timothée Jolly (compositeur et musicien), Didier Jeunesse, 2017
- Paco et Vivaldi, Gallimard jeunesse musique, 2017
- Doudou est perdu, Actes Sud junior, 2017
- Paco à l'Opéra, Gallimard jeunesse musique, 2017
- Paco et Mozart, Gallimard jeunesse musique, 2017
- Non-Non est énervé mais ne sait pas pourquoi, Tourbillon, 2016
- Peur du noir moi ?, Albin Michel jeunesse, 2016
- Jean-Michel et la révolution en Poponie, Actes Sud junior, 2016
- Lorsque je me sens vieille, Cambourakis, 2016
- Doudou cherche bébé, Actes Sud junior, 2016 ; rééd. 2021
- Au pays merveilleux de l'intrépide Non-Non, Tourbillon, 2015
- Paco et le jazz, Gallimard jeunesse musique, 2015
- Le fabuleux voyage de Non-Non et ses amis, Tourbillon, 2015
- Jean-Michel et le Père Noël au bout du rouleau, 2015
- Un poisson dans le bidon, 2015
- Paco et le rock, Gallimard jeunesse musique, 2015
- Jean-Michel le caribou est amoureux, 2015
- Jean-Michel contre vents et marées, 2015
- Jean-Michel et Victoria la fée, 2014
- Jean-Michel, 2014
- C'est pas moi, c'est la baleine !, 2014
- Les pourquoi de Non-Non, Tourbillon, 2014
- Le poisson perroquet, 2014
- Paco et l'orchestre, Gallimard jeunesse musique, 2014
- Paco et la fanfare, Gallimard jeunesse musique, 2015
- Rosa-Lune et les loups, 2012
- Jean-Michel le caribou est amoureux, 2012
- Quelle est la couleur préférée de Non-Non ?, Tourbillon, 2011
- Non-Non veut faire du sport mais a un peu la flemme, Tourbillon, 2011
- Non-Non a perdu un truc mais ne sait plus quoi, Tourbillon, 2011
- Le voyage d'Agathe et son gros sac, 2011
- Ma petite souris a mal partout, 2011
- Les invités, 2011
- Mon petit loup est fort en tout, 2010
- Mouton 56, 2010
- Mon petit lapin aime les bisous, 2010
- Jean-Michel contre vents et marées, 2010
- Colère, tu m'énerves !, 2010
- Mes parents adorent les animaux, 2010
- Le chagrin de Babog, 2010
- Ma super famille, 2009
- Tu lis où ?, 2009
- Les deniers de compère Lapin, 2009
- Jean-Michel, le caribou des bois, 2009
- Non-Non, 2009, Tourbillon, 2011
- Non-Non a très faim mais ne sait pas de quoi, Tourbillon, 2009
- Non-Non n'a plus rien à se mettre, Tourbillon, 2009
- Hector : l'homme extraordinairement fort, Didier jeunesse, 2008 ; rééd. 2020
- Myope comme une taupe, 2008
- Bertille Bonnepoire a le cafard, 2008
- Le fabuleux voyage de Non-Non et ses amis, Tourbillon, 2007
- Doux comme un agneau, 2007
- Bête comme une oie, 2007
- La grande roue, 2007
- Tous au bestiaire !, 2007
- Moche comme un pou, 2007
- Malin comme un singe, 2007
- Histoires de dinosaures, 2007
- Bertille Bonnepoire a le cafard, 2006
- Au pays merveilleux de l'intrépide Non-Non, Tourbillon, 2006
- Ma petite cocotte a peur de tout, 2005
- Ma petite souris a mal partout, 2005
- Mon petit loup est fort en tout, 2005
- Les Sirènes de Belpêchao, Didier Jeunesse, 2005 Prix Sorcières 2006[5] Catégorie Album
- Mon petit lapin aime les bisous, 2005
- Le festin de Noël, 2003
- Les deniers de Compère Lapin.

### Illustratrice
- Modeste, texte de Julien Baer,  Les Éditions des Éléphants,  2023
- Sweety, texte de Astrid Desbordes, l'École des loisirs, 2021
- La Terrible Histoire de Petit Biscuit, Carl Norac, Éditions Sarbacane, 2020
- La Grande Course des Jean, Clémence Sabbagh, Les Fourmis rouges, 2020
- Trois histoires vraiment bien[11] , Julien Baer, les Fourmis rouges, 2019
- Silence !, Céline Claire, Saltimbanque éditions, 2019
- Le slip du cauchemar, Claudine Aubrun, Seuil jeunesse, 2018
- Non-Non a très honte, de Pauline Pinson, Tourbillon, 2018
- Eléctrico 28, Davide Cali, Éditions les Incorruptibles, 2018
- Pouic de Pouic, Natacha Andriamirado, Albin Michel jeunesse, 2018
- Ça c'est une bonne histoire !, Adam Lehrhaupt, 2018'
- La vérité sur les habitants des autres planètes, Julien Baer, les Fourmis rouges, 2018
- Monsieur Pistache, arrêtez !, Julien Baer, Gallimard jeunesse, 2017
- Le grand magasin fluo, Stéphane Gisbert, 2017
- La Tribu qui pue, Élise Gravel, Les Fourmis rouges, 2017
- Tais-toi, cauchemar !, Pauline Pinson, Tourbillon, 2017
- Même les princesses pètent,  Ilan Brenman, Glénat, 2015
- Même les méchants ont des secrets, Ilan Brenman, Éditions Glénat, 2017
- Les deniers de compère Lapin. Michèle Simonsen, 2017
- Vive la danse !, Didier Lévy, Sarbacane, 2016
- Les deniers de compère Lapin, Michèle Simonsen, Didier jeunesse, 2015
- Série Buc, le cochon lapin, avec Pauline Pinson, Tourbillon

1. C'est pas moi, c'est la baleine !, 2014
2. Tout le monde s'appelle Caca, 2014
3. Buc, le Chevalier Pirate, 2014

- Une famille pour Ramsès, de Michelle Montmoulineix, J'aime lire. 440,  2013
- Croqu'enbouille, écrit par Gigi Bigot, Les belles histoires. 469, 2012
- Opération Mémé, écrit par Fanny Joly, J'aime lire. 385, 2009
- La cabane secrète, de Blandine Aubin, J'apprends à lire. 92, 2007
- Yoyo Jim, roi des pistoleros de Pascal Brissy. Moi je lis. 224, 2006
- Qui me dérange dans mon terrier ? de Agnès de Lestrade, Lito, 2006

#### Adaptations des trois romans de Marie Desplechin
Les trois opus illustrés d'après la série des trois romans, Verte publié en 1996, Pome en 2007, et Mauve en 2014 :
- Verte[6], Marie Desplechin, Rue de Sèvres, 2017
- Pome, Rue de Sèvres, 2018
- Mauve, Rue de Sèvres, 2018

## Court métrage d'animation
- 2004 : Vivre avec même si c'est dur[4], écrit et réalisé avec Pauline Pinson et Marion Puech, 7 minutes 30.

## Prix et distinctions
- Prix Sorcières 2006[5], catégorie Album, pour Les Sirènes de Belpêchao
- Mention Spéciale du Jury au Festival international du court métrage de Clermont-Ferrand 2006[4], pour Vivre avec même si c'est dur réalisé avec Pauline Pinson et Marion Puech.
- Prix Ficelle 2020[19] pour Silence !, texte de Céline Claire
- « Pépite » 2021 du Salon du livre et de la presse jeunesse[15], catégorie Bande dessinée, pour Nowhere Girl
- 2022 :  "Mention" Prix BolognaRagazzi, catégorie Comics - middle grade[20], Foire du livre de jeunesse de Bologne  pour Nowhere Girl

## Adaptations de son œuvre

### En série animée
- Non-Non, l'ornithorynque, série d'animation française réalisée par Mathieu Auvray[7], 57 épisodes x 7 min, diffusée sur la chaîne Piwi+, 2018 - d'après sa série d'albums jeunesse Non-Non.

### En courts métrages au cinéma
- La Grande Aventure de Non-Non[8],[9], réalisé par Mathieu Auvray, programme de trois courts métrages d’animation français, 41 min. Sortie cinéma le 17 octobre 2018 - d'après sa série d'albums jeunesse Non-Non.